# Frontera entre Alemania y la República Checa
La frontera entre Alemania y la República Checa es el límite internacional y terrestre entre dos Estados miembros de la Unión Europea.

## Descripción
Su trazado comienza en el este por el punto triple ubicado a unos diez metros de la orilla izquierda del río Neisse, al sur de la ciudad alemana de Zittau, el punto de intersección de las fronteras germano-polaca y checo-polaca.
Desde allí, toma una dirección hacia el suroeste utilizando la línea de cresta de los montes Metálicos hasta un punto ubicado a unos 500 metros al sureste de la aldea de Mittelhammer (municipio de Regnitzlosau, Baviera). Antes de la reunificación alemana en 1989, constituyó el trifinio RFA/RDA/Checoslovaquia.
Desde Mittelhammer, la frontera toma la dirección sureste, cruzando la cordillera del bosque del Alto Palatinado y la selva de Bohemia, hasta el punto de partida formado con las fronteras germano-austríaca y austro-checa, ubicadas en el borde del parque nacional de Šumava.

## Historia
Durante la existencia de la Tercera República Checoslovaca, y luego de la República Socialista Checoslovaca (entre 1945 y 1989), de la cual la República Checa era uno de los componentes, esta última parte de la frontera formaba parte de la Cortina de Hierro que fue desmantelada en el momento de la caída de los regímenes comunistas del Bloque del Este.
Durante la Guerra Fría, la frontera entre Checoslovaquia, Alemania Occidental (RFA) y Austria se reforzó constantemente con alambre de púas y torres de vigilancia, al igual que la frontera interna alemana. Estas fortificaciones se eliminaron en diciembre de 1989. A diferencia de los dos Alemanias, hubo relativamente pocos incidentes cerca de la frontera a lo largo de su existencia.